# Руски външни служби
Руските чуждестранни служби са комплекс от действия провеждани от специализирани дружества за подпомагане на интеграцията на руснаците в новото им общество, за оказване на подкрепа на руските граждани, докато те са в чужбина. Предоставя се помощ за осигуряване на комфортен престой на рускоезични граждани в чужбина чрез предлагане на информационна помощ относно транспорт, трансфер, настаняване в хотел, организиране на екскурзии, предоставяне на консиерж услуги и решаване на битови проблеми.

## История на въпроса
Всяка година пътническият трафик на руските граждани се увеличава по различни причини. През 2013 г. с различни цели около 42.6милн. души са напуснали страната. Тази стойност е с 14% по-висока от 2012 г. Пътуванията в чужбина имат туристически характер, а също така са свързани със заетост, образование и командировки, посещения на роднини. В случай на организирани турове отговорността за безопасното и комфортно пребиваване на хората в чужбина е на туроператора, но в случай на индивидуални бизнес или приятелски пътувания човек остава сам с проблемите. Недостатъчното владеене на чужди езици прави неудобно пребиваването на руснаците в чужбина. Според официалните документи малко повече от половината от населението на Русия знае чужд език, като 33% от този брой владеят езика на начално ниво и само 5% говорят свободно. За решаване на проблемите, свързани с престоя на руски граждани в чужбина, е създадена групата от специализирани правителствени и частни служби.

## Посолства на Руската федерация
Посолствата на руските федерации са част от руските външни дипломатически мисии, подчинени на Министерството на външните работи на Русия. Посолството на Руската федерация (наричано по-долу посолството) е публична държавна служба, която организира представителството на Руската федерация в чужди страни. Според основния документ посолствата служат като представителство на Руската федерация в държавата на пребиваване; изпълняват осигуряване на националните интереси, осъществяване на външната политика на Руската федерация в държавата на пребиваване; изпълнение на заповеди на президента на Руската федерация, правителството на Руската федерация, Министерството на външните работи на Русия, както и съгласувано с Министерството на външните работи на Русия и други федерални структури, предприятия, институции и организации.

## Външнотърговски и икономически мисии
Външнотърговските и икономически мисии са подчинени на Руската търговска камара и са определени като набор от мерки, насочени към установяване и развитие на отношенията с чужди държави за подобряване на икономическия потенциал на Русия и нейните региони. Целта на мисията е подпомагане на руските предприемачи, производители и износители в представянето на индустриални продукти, стоки и услуги за външни пазари, осигуряване на сътрудничество между страните в търговията, инвестициите, както и всички видове кооперации. Мисията подпомага организирането на конгреси и изложби и панаири. Мисии могат да бъдат представители на регионалната руска търговска камара и техните предприятия и организации, съюзи и асоциации на индустриалци и предприемачи.

## Руски чуждестранни културни центрове
Руските чуждестранни културни центрове са подчинени на Министерството на външните работи на Русия и съществуват в съответствие с член 18 от Основите на руското законодателство. Според този закон, наречен „Права на културни дейности в чужди страни“, гражданите на Руската федерация имат право да извършват културни дейности в чужди страни, да създават културна институция на територията на други държави, ако последната не противоречи на закони на тези страни. Руските културни центрове са ресурсни центрове, които предоставят достъп до широк спектър от учебни материали и научно-популярна информация от Русия. Най-важната функция на центровете като образователна система, улесняваща изучаването на руски език и култура въз основа на прогресивна методология и програма. Руските центрове изглеждат като платформи, предоставящи възможност за организиране на артистични представления, академични дискусии и неформални събирания на представители на различни културни групи. Традиционно руските културни центрове са снабдени с печатни, аудио и видео материали от Русия, организирани в следните категории: Култура и изкуство; науката; образование; Руски език; История; Обществото; и съвременна Русия

## Консулски центрове
Консулският център осигурява гражданско отношение на Руската федерация и чуждите държави, защита на правата и законните интереси на Руската федерация, нейните граждани и юридически лица в чужбина. Тези центрове се координират от консулския отдел на структурното звено на централния апарат на Министерството на външните работи на Руската федерация. Консулската дейност се осъществява в 239 консулски институции. В началото на 90-те години Русия създава институцията на почетни консули, която също е ефективен механизъм за защита на руските граждани. Към началото на 21 век има около 105 от почетните консули на Руската федерация. Консулските служители извършват нотариални действия, регистрират актове на Vital records, защитават правата на руските граждани в чужбина, предприемат подходящи действия за гарантиране безопасността на гражданите в извънредни ситуации, могат да организират централизирана евакуация на хора от страната.

## Частни чуждестранни услуги
Помощта, предоставена от руските дипломатически мисии в чужбина, е минимална и се предоставя само след регистрацията в консулството и представяне на списъка на документите. Тя се свежда до издаването на различни документи и до извършването на нотариални действия. Руските граждани също могат да получат подкрепа при завръщането си в родината, но само в изключителната ситуация, когато имат недостиг на средства за живот. Така че в по-голямата част от случаите хората трябва да си решат проблемите, когато възникнат някои сложни битови ситуации и проблеми (използването на градския транспорт, обмяна на валута, закупуването на лекарства, непознаването на местните закони и традиции, загубата на багажа и т.н. и т.н.). Дори и малките битови проблеми, които лесно могат да бъдат решени в родната страна, могат да станат крайни за сънародниците, живеещи в чужда държава и могат да доведат не само до финансови и времеви загуби, но и до морални вреди. До 2014 г. нямаше единна информационна услуга, която да има за цел да осигурява редовна 24-часова поддръжка на руските граждани на всяко място на земното кълбо. Само няколко компании и общества, които съществуват на руския туристически пазар, решават този въпрос. Сред такива компании са информация „Сервиз на континенти“, Услуга „Wellcare“, IP-Travel. Такива компании работят в областта на туризма, като си сътрудничат с туристически агенции и туроператори. Проблемите, които могат да възникнат по време на пътуването в чужбина, варират много и зависят от активността на множество участници, които създават тур продукт. Всяка стъпка от пътуването се влияе от различни фактори и компаниите трябва да се занимават не само с въпроси, свързани с транспортиране и настаняване на турист в страна в чужбина и организация на екскурзии. Неизбежно е да възникнат трудности в общуването с официални лица, търговски органи или местни граждани, и това е свързано с непознаването на законите и традициите на другата държава и езиковата бариера. Случаите с наранявания, болести и злополуки не са рядкост и не е възможно да ги предскажете и е доста трудно човек да се справи сам с такъв случай. Подкрепата на сервизните компании става безценна. Но трябва да се отбележи, че кръгът на гражданите, които отиват в чужбина, не се ограничава само до туристите. Руснаците заминават в чужбина по различни причини и независимо от целта на пристигането в чужбина, човек първоначално ще се нуждае от помощ и подкрепа. Ето защо се обръща специално внимание на сервизните компании, които осигуряват всеобхватна подкрепа на рускоезичен гражданин при всяка стъпка на престоя в нова държава.